# 迪凱特鎮區 (密歇根州)
迪凱特鎮區（英語：Decatur Township）是位於美國密歇根州范布倫縣的一個行政鎮區。

## 地方資料
迪凱特鎮區的面積為92.00平方千米，當中陸地面積為91.10平方千米，而水域面積為0.90平方千米。根據2020年美國人口普查的數據，當地共有人口3575人，而人口密度為每平方千米38.86人。